# Braväcovo
Braväcovo és un poble i municipi d'Eslovàquia que es troba a la regió de Banská Bystrica.

## Història
La primera menció escrita de la vila es remunta al 1630.

## Demografia
| Godina             | 1994 | 2004   | 2014   | 2024   |
| ------------------ | ---- | ------ | ------ | ------ |
| Nombre de persones | 745  | 727    | 694    | 647    |
| Diferència         |      | −2,41% | −4,53% | −6,77% |

| Godina             | 2023 | 2024   |
| ------------------ | ---- | ------ |
| Nombre de persones | 649  | 647    |
| Diferència         |      | −0,30% |